# Catherine Greves
Catherine "Katie" Greves (London, 2. rujna 1982.) britanska je veslačica i natjecateljica u osmercu. Za Ujedinjeno Kraljevstvo nastupala je na dvjema Olimpijskim igrama: 2008. u Pekingu i 2012. u rodnom gradu Londonu. Na objema Igrama osvojila je 5. mjesto u završnici ženskog osmerca.
Na Svjestkom prvenstvu 2007. u njemačkom Münchenu osvojila je brončano odličje s vremenom 6:19.660 u utrci na 2000 metara.
Greves je osvajačica srebra i zlata s Europskih prvenstva u veslanju. Srebrna je bila 2014. u Beogradu, a zlatna u Brandenburgu 2016.